# Рамля бинт Абу Суфьян
Умм Хабиба Рамля бинт Абу Суфьян аль-Кураши (араб. أم حبيبة بنت رملة أبي سفيان‎; ум. 665, Медина) — одна из жён пророка Мухаммада, мать правоверных.

## Биография
Её полное имя: Умм Хабиба Рамля бинт Абу Суфьян Сарх ибн Харб ибн Умайя ибн Абд Шамс. Она была дочерью влиятельного курайшитского лидера Абу Суфьяна ибн Харба.
До принятия ислама Рамля отошла от языческой веры своих предков и исповедовала веру ханифов. Она приняла ислам вместе со своим мужем Убайдуллой ибн Джахшем, который до принятия ислама исповедовал христианство. Спасаясь от гонений курайшитов, они эмигрировали в Эфиопию, где Убайдулла внезапно совершил вероотступничество (ридда) и снова перешел в христианство. Несмотря на его настойчивые попытки обратить Рамлю в христианство, она осталась верной исламу и развелась с ним. После этого она  не могла вернуться в Мекку, так как её отец Абу Суфьян был ярым противником мусульман. Узнав обо всем этом, пророк Мухаммад выразил своё восхищение искренней верой этой женщины. Он послал своего представителя к эфиопскому негусу Наджаши, с просьбой отослать Рамлю  к нему в Медину для заключения с ней брака. В 7 году хиджры они поженились. Этот брак позволил пророку Мухаммаду ослабить напряжение между ним и лидером мекканских язычников Абу Суфьяном.
Рамля бинт Абу Суфьян была набожной и благочестивой женщиной. Она умерла в 665 г. впериод правления своего брата Муавии в возрасте 70 лет. Известно более 65 хадисов, переданных ею.